# Course aux armements nucléaires

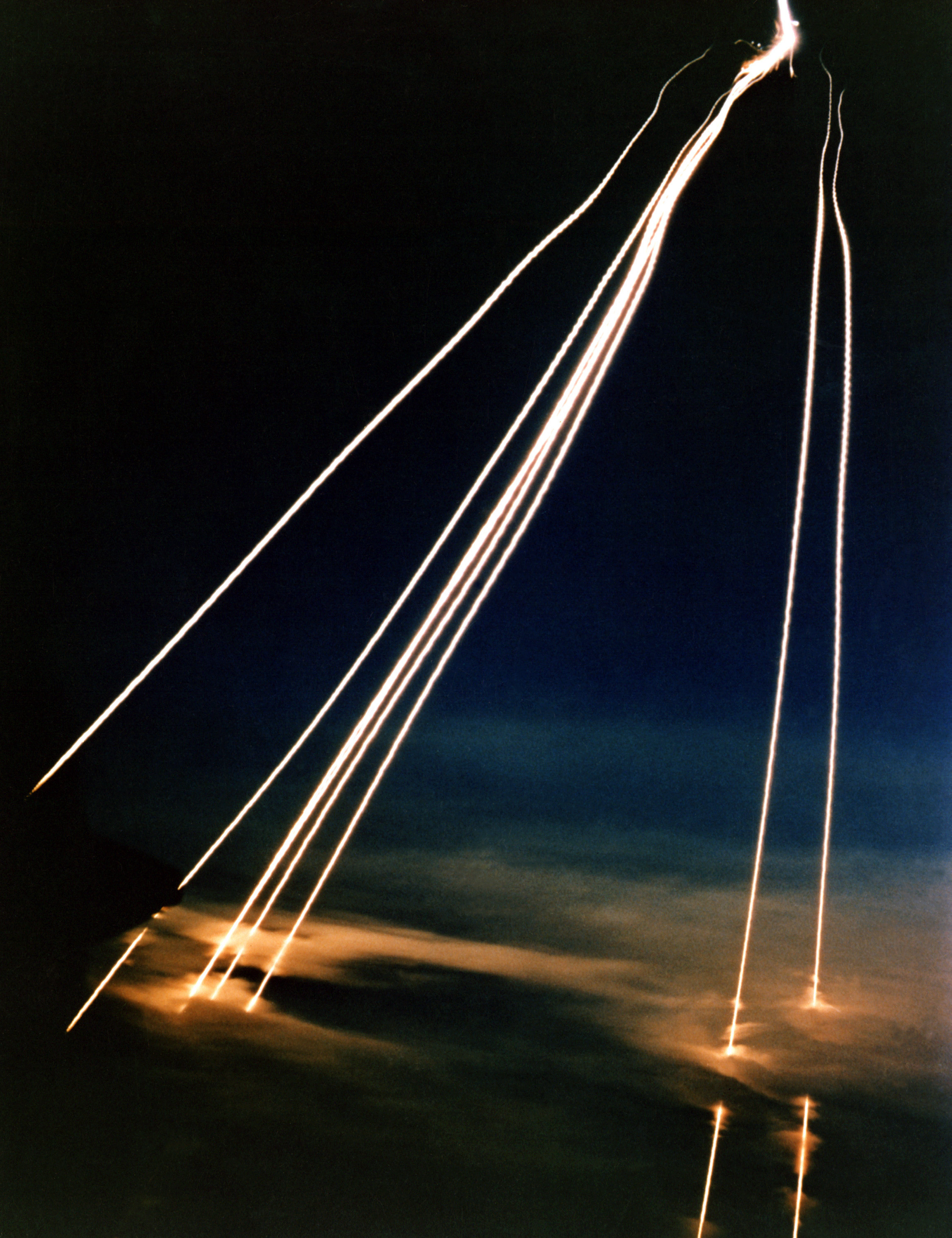
Traînées lumineuses laissés par les véhicules de rentrée d'un missile balistique Peacekeeper rentrants dans l’atmosphère lors d'un test en décembre 1983.

La course aux armements nucléaires est la course aux armements, pour la suprématie en cas de guerre nucléaire, qui a eu lieu entre les États-Unis, l’Union soviétique et leurs alliés respectifs pendant la guerre froide. Elle sera à l'origine de l'initiative de défense stratégique lancée par Ronald Reagan.
Durant cette période, en plus des stocks des États-Unis et de l’Union soviétique d’autres pays ont également développé des armes nucléaires, bien qu’aucun ne se soit engagé dans la production d’ogives à la même échelle que les deux superpuissances : il s'agit de la France, du Royaume-Uni, de la république populaire de Chine, d'Israël,  de l'Inde, de l'Afrique du Sud et du Pakistan.

## Compétition entre les États-Unis et l'Union soviétique
Durant la guerre froide, la course aux armements fut une caractéristique récurrente des tensions entre les États-Unis et l'Union soviétique, chacun cherchant à posséder la supériorité technologique sur son rival. Il est communément admis que cette compétition fut un facteur majeur de l'épuisement économique du régime communiste, conduisant à son délitement en 1991. 

Les États-Unis et l'Union soviétique s'engagent dès la fin de la Seconde Guerre mondiale dans une course à l'armement et de prolifération nucléaire

L'Union soviétique engage des dépenses de réarmement qui représentent 15 % de son PIB, le budget militaire des États-Unis n'étant que de 5 % de son PIB. 
La confrontation entre les deux superpuissances que pousse les deux parties à se doter successivement de mesures et de contre-mesures, et particulièrement en matière d'arsenal nucléaire. Sans jamais utiliser les armes nucléaires, il s'agit alors d'utiliser l'arsenal comme un moyen de dissuader la partie adverse d'utiliser leur arme en vue de maintenir un certain statu quo. Il s'agit de la politique de dissuasion nucléaire (appelé de façon imagée « équilibre de la terreur »). Le conflit bipolaire mondial présente alors un système concurrentiel d'acteurs-agents (États-Unis et Union soviétique), procédant chacun de leur côté à une progression de l'armement, pour maintenir un équilibre des forces, conforme à l'hypothèse de la reine rouge.

Les négociations sur les limites d'armes sont difficiles. Après de longues tractations, le traité SALT II sont finalement signés par Léonid Brejnev et Jimmy Carter en 1979 à Vienne. Pour autant, le Sénat des États-Unis refuse de le ratifier, l'accord étant jugé trop favorable aux Soviétiques.

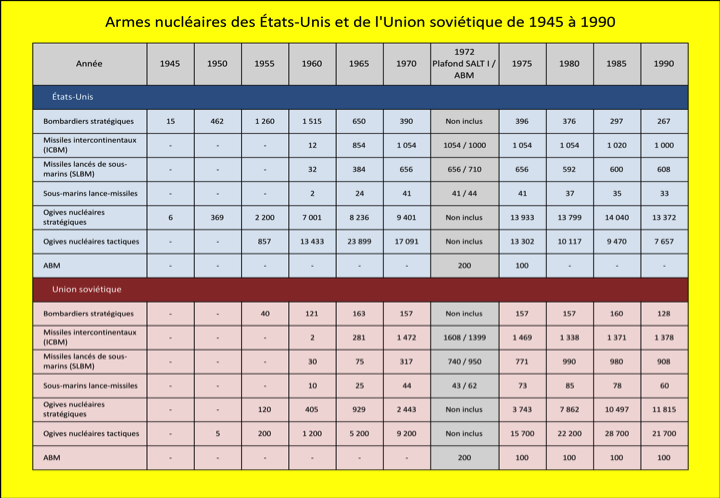
Tableau de données relatives aux armes nucléaires et vecteurs détenues par les États-Unis et l'Union soviétique de 1945 à 1990 à la fin de l'année en cours. Ce tableau indique aussi les limites fixées par le traité SALT I.

## Surarmement nucléaire et conventionnel en Europe

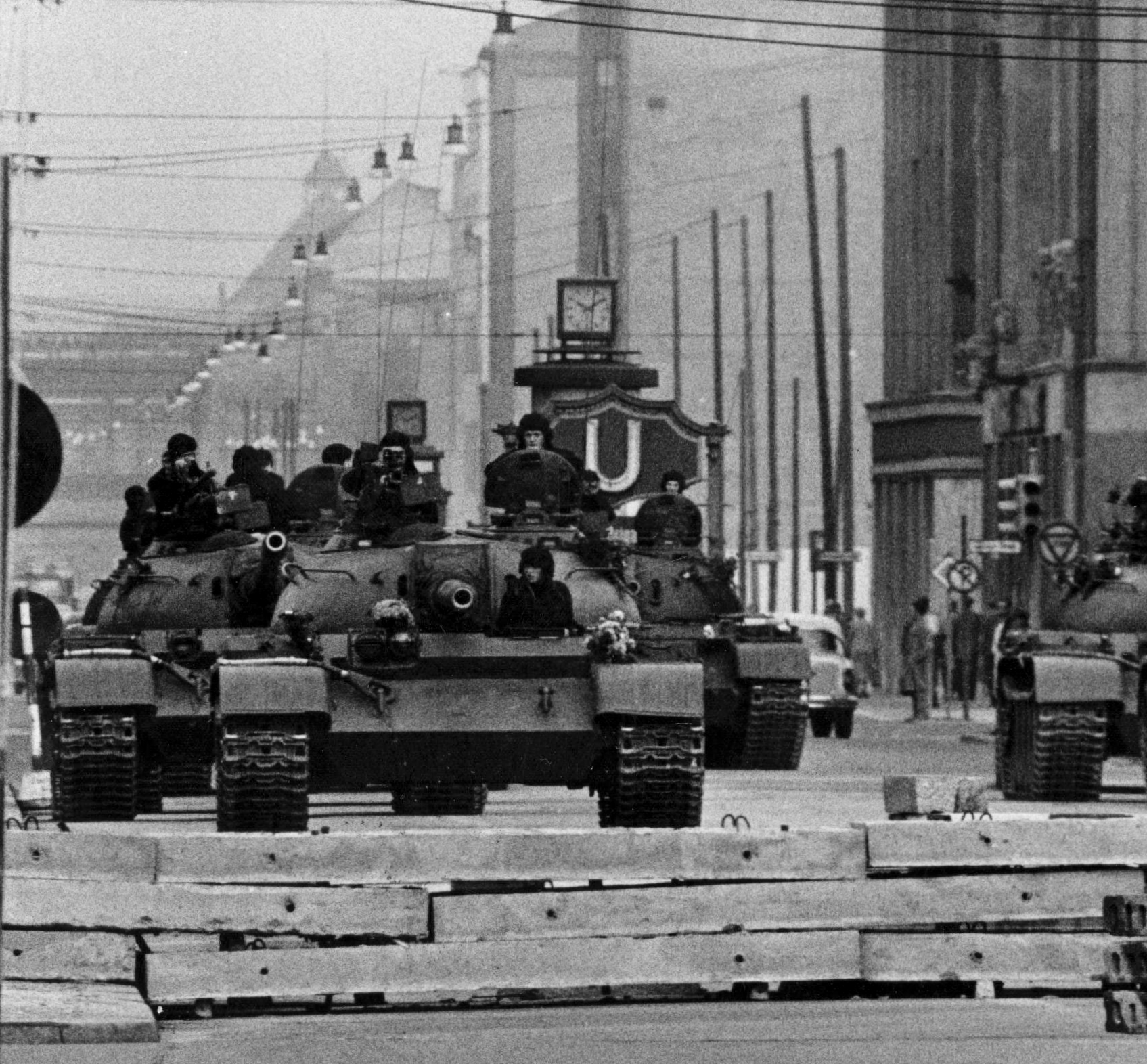
T-55 du Groupement des forces armées soviétiques en Allemagne au Checkpoint Charlie entre Berlin-Est et Berlin-Ouest en 1961.

Au début des années 1980, l'Institut d'études stratégiques de Londres publie un bilan du rapport des forces en Europe qui démontre la supériorité numérique soviétique du point de vue des forces conventionnelles du Pacte de Varsovie auxquelles il faut ajouter les SS-20 installés sur le continent européen.
Sur les 866 400 km2 que représentent les superficies du Benelux, de l'Allemagne de l'Ouest, de l'Allemagne de l'Est, de la Pologne et de la Tchécoslovaquie qui constituent le théâtre Centre-Europe étaient concentrés dans les années 1980 plus de 90 000 engins blindés de toute nature (dont 69 000 pour le Pacte de Varsovie), plus de 21 000 pièces d’artillerie (dont 17 000 pour le Pacte de Varsovie), environ 6 000 avions tactiques (dont 4 000 pour le Pacte de Varsovie), et 130 divisions (dont 95 pour le Pacte de Varsovie).
Une telle densité d’armes, alors la plus élevée au monde, auxquelles s’ajoutent les arsenaux nucléaires et chimiques de quatre grandes puissances (Union soviétique, États-Unis, Royaume-Uni, France) leurs réserves et celle de leurs alliés proches suffit à faire saisir l’étendue des destructions si ces armées étaient venues à s’affronter.
Alors que l'Union soviétique et les États-Unis s'étaient mis d'accord pour limiter les armements par les accords SALT (1972), l'Union soviétique procède à une modernisation de ses effectifs sans toutefois rompre les traités précédents. Elle diffuse les engins à têtes multiples, ce qui multiplie de fait sa puissance atomique mais n'entre pas dans le champ de restriction des traités. De plus, elle crée des missiles de moyenne portée, les SS-20, qu'elle place en Europe de l'Est. Incapables d'atteindre les États-Unis, ils menacent cependant l'Europe de l'Ouest et créent une crise majeure en Europe à la fin des années 1979, communément appelée la crise des euromissiles.

## Innovation technologique
La course aux armements conduisit surtout à une course aux innovations technologiques entre les deux superpuissances durant la guerre froide[réf. incomplète] :
| Nature de l’innovation                                                | États-Unis               | Union soviétique |
| --------------------------------------------------------------------- | ------------------------ | ---------------- |
| Explosif atomique                                                     | 1945                     | 1949             |
| Bombardier nucléaire stratégique opérationnel                         | 1945                     | 1955             |
| Explosif thermonucléaire                                              | 1951                     | 1953             |
| Sous-marin à propulsion nucléaire                                     | 1954                     | 1958             |
| 1er essai de missile balistique intercontinental                      | 1958                     | 1957             |
| 1er missile balistique intercontinental opérationnel                  | 1960                     | 1959             |
| 1er Mer-sol-balistique-stratégique opérationnel                       | 1960                     | 1957             |
| missile balistique intercontinental à combustible solide opérationnel | 1962                     | 1968             |
| 1er réseau antimissile                                                | 1974 (désactivé en 1975) | 1967             |
| 1er essai à charges multiples guidées indépendamment (MIRV)           | 1968                     | 1973             |
| Missile opérationnel équipé de MIRV                                   | 1970                     | 1974             |
| 1er essai de missile de croisière stratégique                         | 1976                     | 1979             |
| ICBM de très haute précision (ECP de - 300 m)                         | 1980                     | 1984             |
| 1re interception antisatellite                                        | 1985                     | 1968             |
| Interception non nucléaire d’une ogive d’ICBM                         | 1984                     | ?                |